# Adattamento di impedenza
In elettronica, l'adattamento d'impedenza è la tecnica utilizzata per far coincidere i valori d'impedenza di un generatore (di tensione o di corrente) e di un utilizzatore al fine di raggiungere la condizione di massimo trasferimento di potenza.

## Descrizione
Si ottiene quando l'impedenza {\displaystyle Z_{\text{S}}} del generatore e l'impedenza {\displaystyle Z_{\text{L}}} del carico elettrico sono l'una il complesso coniugato dell'altra, cioè quando {\displaystyle Z_{\text{L}}=Z_{\text{S}}^{*}} .
Il massimo trasferimento di potenza è un fattore che rappresenta una linea netta di demarcazione fra l'elettronica e l'elettrotecnica: in quest'ultima disciplina infatti non interessa tanto il massimo trasferimento di potenza, quanto il massimo rendimento, grandezza che nei circuiti adattati è praticamente pari al 50%.
La corrente nel circuito è, per la legge di Ohm:
{\displaystyle I={\frac {V_{S}}{Z_{S}+Z_{L}}}}
La tensione utile ai terminali del generatore sotto carico vale, per la legge di Ohm relativa alla porzione di circuito: {\displaystyle V=Z_{L}I}
e quindi:
{\displaystyle V={\frac {V_{S}Z_{L}}{Z_{S}+Z_{L}}}}
La potenza fornita dal generatore è {\displaystyle P=VI}
che, per le formule precedenti, diventa:
{\displaystyle P={\frac {V_{S}^{2}Z_{L}}{(Z_{S}+Z_{L})^{2}}}}
In quest'ultima si ha il massimo valore con {\displaystyle Z_{\text{L}}=Z_{\text{S}}^{*}} .
Se {\displaystyle I} è una corrente alternata, la potenza massima si ha solo in condizioni di risonanza del circuito, ovvero ad una precisa frequenza della corrente.

### Telecomunicazioni
Il concetto è presente anche nelle telecomunicazioni laddove il disadattamento tra linea di trasmissione o guida d'onda e il carico finale produce un'onda riflessa verso il trasmettitore con possibile danneggiamento della circuiteria elettronica, oltre alla diminuzione della potenza del segnale trasmesso con conseguenze sulla sensibilità in potenza del segnale in ricezione.